# Jacobo Rispa
Jacobo Rispa (nascut el 1971) és un director i productor de cinema i televisió espanyol, guanyador d'un Premi Goya.
Va estudiar a l'Emerson College de Boston i el 1998 va dirigir el curtmetratge Un día perfecto amb el qua fou premiat amb el Goya al millor curtmetratge de ficció als XIII Premis Goya. Amb el prestigi i reconeixement obtinguts pel guardó, el 2002 va fer el seu primer llargmetratge No debes estar aquí i el 2005 el telefilm Diario de un skin. Després va començar a treballar per a sèries de televisió, dirigint del 2000 al 2006 Hospital Central per a Telecinco. Després ha dirigit alguns episodis de Sin tetas no hay paraíso, Yo soy Bea (2008), Infiltrados (2011) i Los secretos de Lucía (2013).